# Поджи, Антонио
Антонио Поджи (итал. Antonio Poggi; 1806, Кастель-Сан-Пьетро-Терме, Болонья — 15 апреля 1875, Болонья) — итальянский оперный певец, тенор.

## Биография
Ученик Андреа Нодзари. Дебютировал на сцене Парижской оперы в 1827 году в роли Родриго в опере Джоаккино Россини «Донна дель Лаго»; в декабре 1827 года имел большой успех в Муниципальном театре Болоньи в роли Петра I в опере Джованни Пачини «Пётр Великий, царь русский, или Ливонский плотник». Это выступление открыло двери для его успешной карьеры в главных итальянских оперных театрах.
В 1834—1836 годах выступал на сцене Ла Скала, в 1835—1840 — венского Кернтнертортеатра, в 1842 году — Театра Её Величества в Лондоне.
Обладая лирическим тенором, был прекрасным интерпретатором опер итальянского романтизма.
Своим творчеством завоевал международную популярность. В 1827—1848 годах был известен благодаря созданию ролей в премьерах опер Гаэтано Доницетти и Джузеппе Верди.
Был придворным певцом Австрийской империи.
В 1841 году женился на певице Эрминии Фреццолини, дочери известного оперного певца Джузеппе Фреццолини.
Во время концертного тура в Санкт-Петербург (Россия) на морозе простудил горло, что повредило его певческий голос и преждевременно завершило его карьеру. Остаток своей жизни прожил на пенсии в Болонье, где и умер в 1875 году.